# الکترواکولوگرافی
الکترواکولوگرافی (به انگلیسی:Electrooculography/مخفف:EOG) یک تکنیک برای اندازه‌گیری پتانسیل پایدار قرنیه-شبکیهای است که بین قسمت جلویی و پشت چشم انسان وجود دارد. سیگنال حاصل الکترواکولوگرافی نامیده می‌شود. کاربردهای اولیه در تشخیص‌های چشم‌پزشکی و در ضبط حرکات چشم می‌باشند. بر خلاف الکترورتینوگرام، EOG پاسخ به محرک‌های بصری فردی را اندازه‌گیری نمی‌کند. برای اندازه‌گیری حرکات چشم، جفتالکترودها معمولاً به بالا و پایین چشم یا به سمت چپ و راست چشم قرار می‌گیرند. اگر چشم از سمت مرکز به سمت یکی از دو الکترود حرکت کند، این الکترود سمت مثبت شبکیه را می‌بیند و الکترود مخالف سمت منفی شبکیه را می‌بیند. در نتیجه، اختلاف پتانسیلی بین الکترودها به وجود می‌آید. با فرض اینکه پتانسیل استراحت ثابت باشد، پتانسیل ثبت شده، اندازه‌گیری موقعیت چشم است.

## اصل
چشم به عنوان یک دو قطبی عمل می کند که در آن قطب قدامی مثبت است و قطب خلفی منفی است.
چشم چپ: قرنیه به الکترود قرارگرفته در نزدیکی کنج بیرونی چشم چپ نزدیک می‌شود و منجر به تغییرات منفی در پتانسیل ثبت شده می‌شود.
نگاه راست: قرنیه به الکترود قرار گرفته در نزدیکی کنج داخلی چشم چپ نزدیک می‌شود و منجر به تغییرات مثبت در پتانسیل ثبت شده می‌شود.

## تشخیص در چشم پزشکی
برای ارزیابی عملکرد اپیتلیوم رنگدانه استفاده می‌شود. در طول انطباق با تاریکی، پتانسیل استراحت EOG کمی کاهش می‌یابد و بعد از چند دقیقه به حداقل می‌رسد (" اوج تاریکی "). هنگامی که نور روشن می‌شود، افزایش قابل توجهی در پتانسیل استراحت رخ می‌دهد ("اوج نور")، که پس از چند دقیقه هنگامی که شبکیه با نور انطباق می‌یابد، از بین می‌رود. نسبت ولتاژ (به عنوان مثال اوج نور تقسیم بر اوج تیرگی) به عنوان نسبت آردن شناخته‌شده‌است. در عمل، اندازه‌گیری شبیه به ضبط حرکات چشم است. از بیمار خواسته می‌شود که موقعیت مکانی بین دو نقطه را به‌طور مکرر تغییر دهد (به‌طور متناوب از مرکز به سمت چپ و از مرکز به سمت راست). از آنجا که‌این موقعیت‌ها ثابت هستند، تغییر در پتانسیل ثبت شده ناشی از تغییر در پتانسیل استراحت است.

## کاربرد در سرگرمی
الکترواکولوگرافی توسط رابرت زمکیس و جروم چن، سرپرست جلوه‌های بصری در فیلم بئوولف به منظور افزایش عملکرد ضبط درست حرکات چشم‌از بازیگران مورد استفاده قرار گرفت. نتیجه بهبود تکنیک مورد استفاده برای فیلم The Polar Express بود. الکترواکولوگرافی، علاوه بر سایر سیگنال‌های عصبی عضلانی، به عنوان یک روش ورودی کامپیوتری توسط پالس تحریک عصبی استفاده می‌شود.